# Ercole Strozzi
Ercole Strozzi (Ferrara, 2 de septiembre de 1473 - Ferrara, 6 de junio de 1508) fue un poeta y erudito italiano, hijo de Tito Vespasiano Strozzi y confidente de Lucrecia Borgia en la corte de los Este.

## Biografía
Fue sucesor de su padre en la oficina jurídica de la XII Savi, renunciando al cabo de unos meses. Al igual que él, escribió elegías y sonetos elegantes en latín, siendo considerados por algunos como mejores que las de su padre. Sus sonetos en lengua vernácula se inspiran en la escuela de Petrarca. 
Familiar en la corte de los Este, se transformó en uno de los hombres de confianza de la duquesa Lucrecia Borgia cuando se casó con Alfonso I de Este. Su misteriosa muerte, ocurrida por asesinato a puñaladas en una calle de Ferrara en la noche del 6 de junio de 1508, causó un gran escándalo y nunca se aclaró quien fue el responsable o instigador.
Seguramente era una figura incómoda para el Duque, ya que algunas fuentes aseguran que Alfonso se encaprichó con la esposa de Ercole; según otros (entre ellos María Bellonci, que escribió una reconstrucción detallada de los acontecimientos en su libro sobre Lucrecia Borgia), Alfonso habría descubierto que Strozzi era el mensajero entre su esposa Lucrecia y Francisco II Gonzaga, entre los que existía un amor platónico que algunas cartas acreditarían. Otra teoría, aunque más bien extravagante, señala que Lucrecia y Ercole mantenían una relación amorosa.

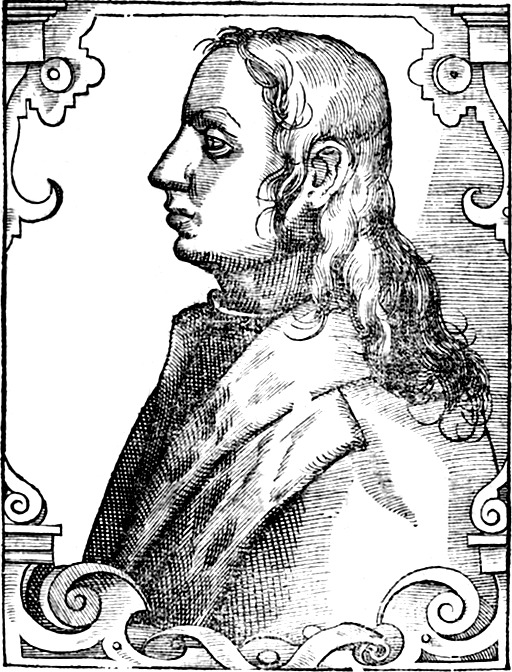
Ercole Strozzi.